# Телесфор
Вижте пояснителната страница за други значения на Телесфор.
За римския папа Телесфор вижте Телесфор
Телесфор (на гръцки: Τελεσφόρος – букв. „носещ завършек“) в древногръцката и тракийска митология е син на Асклепий.
Той често придружава сестра си Хигия. Изобразяван е като юноша с плащ с качулка. Символизира възстановяването от болест. Произходът му вероятно е от около 100 пр.н.е. в Пергам като част от големия култ към Асклепий, възникнал там. Популярността му нараства през 2 век, когато след Епидавър, където възниква култа към Асклепий, и други места, приемат неговия култ. Изображения на Телесфор се срещат основно в Мала Азия и района около Дунав.